# Reevesia macrocarpa
Reevesia macrocarpa är en malvaväxtart som beskrevs av Li. Reevesia macrocarpa ingår i släktet Reevesia och familjen malvaväxter. Inga underarter finns listade i Catalogue of Life.